# Heliconiaceae
Véase también Heliconia
Las heliconiáceas (nombre científico Heliconiaceae), con su único género Heliconia, forman una familia de plantas del orden Zingiberales que comprende entre 80 a 200 especies, originarias de Sudamérica, Centroamérica, las islas del Pacífico e Indonesia. La familia fue reconocida por sistemas de clasificación modernos como el sistema de clasificación APG III (2009) y el APWeb (2001 en adelante), en los que posee un único género. 

## Descripción
Esta familia puede ser reconocida porque consta de hierbas grandes con hojas dísticas e inflorescencias con brácteas grandes y coloreadas, las inflorescencias nacen en las axilas de las brácteas y constan de fascículos de flores, las flores poseen tépalos petaloideos, el fruto es una drupa sostenida por un pedicelo elongado y robusto, y posee una única stone (endocarpio + semilla) por lóculo. Se les llama platanillo por sus hojas o ave del paraíso y muela de langosta por las coloridas brácteas que envuelven sus flores (pero también hay otras plantas a las que se llama platanillo o ave del paraíso).

## Ecología
Mayormente de América tropical, unas pocas de las Célebes al Pacífico.
La variación en la morfología floral y de la inflorescencia es notable (Berry y Kress 1991). Prevalece la polinización por pájaros, y Heliconia es duna fuente importante de néctar para los colibríes del género Eutoxeres y otros colibríes a altitudes más bajas en el Nuevo Mundo (también se los puede encontrar anidando bajo las hojas); a altitudes más altas, como en los Andes, las plantas del género Centropogon (Campanulaceae-Lobelioideae) son una fuente de néctar para estos pájaros (Stiles 1975, 1981; Stein 1992). Hilos conectando polen derivados de la rotura de las paredes celulares son encontrados en la familia (Rose y Barthlott 1995; Simão et al. 2007). Como en Musaceae, las inflorescencias pueden ser erectas o pender. En las especies con inflorescencias erectas, se puede colectar el agua en las brácteas de la inflorescencia, la corola es alargada para elevar la flor sobre la superficie del agua, y luego el pedicelo del fruto es elongado y grueso y carnoso para presentar los frutos para el agente de dispersión.
Muchas son polinizadas por picaflores, algunas por murciélagos.

## Taxonomía
La familia fue reconocida por el APG III (2009), el Linear APG III (2009) le asignó el número de familia 84. La familia ya había sido reconocida por el APG II (2003).
El nombre hace referencia a la montaña griega Helicón, lugar sagrado donde se reunían las musas.
Lista de especies
- Heliconia acuminata[11]
- Heliconia aemygdiana
- Heliconia adflexa
- Heliconia angusta
- Heliconia angustifolia
- Heliconia aurantiaca
- Heliconia aurea[11]
- Heliconia berryi
- Heliconia bicolor
- Heliconia bihai
- Heliconia bourgaeana
- Heliconia brasiliensis
- Heliconia brenneri
- Heliconia burle-marxii
- Heliconia caltheaphylla
- Heliconia caribaea[11]
- Heliconia champneiana
- Heliconia chartacea
- Heliconia collinsiana
- Heliconia curtispatha
- Heliconia episcopalis[11]
- Heliconia excelsa
- Heliconia farinosa
- Heliconia flabellata
- Heliconia fredberryana
- Heliconia gaiboriana
- Heliconia hirsuta
- Heliconia indica
- Heliconia latispatha[12]
- Heliconia lennartiana
- Heliconia librata
- Heliconia lingulata
- Heliconia litana
- Heliconia lutheri
- Heliconia magnifica
- Heliconia mariae
- Heliconia markiana
- Heliconia marthiasiae
- Heliconia metallica
- Heliconia monteverdensis
- Heliconia mooreana
- Heliconia mutisiana
- Heliconia nutans
- Heliconia obscura
- Heliconia ortotricha
- Heliconia pearcei
- Heliconia paka
- Heliconia paludigena
- Heliconia pardoi
- Heliconia peckenpaughii
- Heliconia pendula
- Heliconia peteriana
- Heliconia platystachys
- Heliconia pogonantha
- Heliconia pseudoaemygdiana
- Heliconia psittacorum[11]
- Heliconia ramonensis
- Heliconia revoluta[11]
- Heliconia richardiana
- Heliconia riopalenquensis
- Heliconia rostrata
- Heliconia schiedeana[11]
- Heliconia sclerotricha
- Heliconia shumanniana
- Heliconia spathocircinata
- Heliconia spissa
- Heliconia stricta
- Heliconia subulata
- Heliconia tortuosa
- Heliconia uxpanapensis
- Heliconia vaginalis
- Heliconia vellerigera
- Heliconia velloziana
- Heliconia velutina
- Heliconia veracruzensis
- Heliconia virginalis
- Heliconia wagneriana
- Heliconia willisiana
- Heliconia xanthovillosa
- Heliconia zebrina

## Evolución

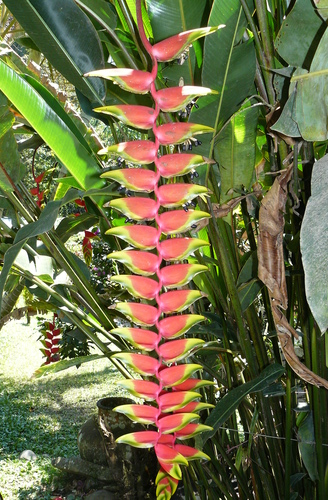
Heliconia

Heliconiaceae divergió de otros Zingiberales hace unos 114-104 millones de años (Kress y Specht 2006) o unos 88 millones de años (Janssen y Bremer 2004
); la divergencia dentro del grupo corona Heliconia ocurrió hace unos 43-21 millones de años (Kress y Specht 2006) o unos 32 millones de años (McKenna y Farrell 2006).
Los escarabajos herbívoros Cephaloleia (Chrysomelidae) parecen haberse diversificado en el Oligoceno coincidiendo con la diversificación de este clado (McKenna y Farrel 2006).

## Importancia económica
La mayoría de las especies son ornamentales. Algunas especies de esta familia así como sus variedades e híbridos se cultivan para la producción de flor cortada debido a la belleza, colorido y resistencia de sus inflorescencias.
El rizoma o tuber de algunas especies es comestible asado o cocinado; tal es el caso de la Heliconia hirsuta, conocida como "isira" o "bijao". Las hojas se usan para envolver alimentos. Heliconia bihai es común de la Selva Amazónica y muy utilizada en  la confección de platos regionales, usando la hoja de "Bijao" o Platanillo como envoltorio de tamales o juanes.
Heliconia rostrata Ruiz & Pav. 1802 o "patujú" es la flor nacional de Bolivia.